# Idiodes primaria
Idiodes primaria là một loài bướm đêm trong họ Geometridae.